# 현덕초등학교 축구부
현덕초등학교 축구부(영어: Hyunduk Elementary School Football Club)는 대한민국 경기도 평택시에 있는 초등학교 축구부이다. 현덕초등학교가 운영했었던 축구부로, 2008년에 창단 됐었다.

## 참고 자료
- “KFA 통합경기정보 시스템”. 대한축구협회.

## 같이 보기
- 현덕초등학교